# Denial Bay
Denial Bay är en ort i Australien. Den ligger i kommunen Ceduna och delstaten South Australia, omkring 560 kilometer nordväst om delstatshuvudstaden Adelaide. Antalet invånare är 354.
Trakten är glest befolkad. Närmaste större samhälle är Ceduna, nära Denial Bay. Genomsnittlig årsnederbörd är 309 millimeter. Den regnigaste månaden är juni, med i genomsnitt 58 mm nederbörd, och den torraste är oktober, med 7 mm nederbörd.